# サージ電圧
サージ電圧（さーじでんあつ、surge voltage）とは、電気回路などに瞬間的に定常状態を超えて発生する「大波電圧」のことである。

## サージ電圧の発生
サージ電圧Esは定常電流ｉ を妨げる方向に発生する。
{\displaystyle Es=-L{di \over dt}}
すなわち、短時間に大きな電流変化があるほど、また回路のインダクタンスLが大きいほど、サージ電圧は大きくなる。
同様に磁束ΦB の変化によっても発生する。すなわち、
{\displaystyle Es=-{{d\Phi _{B}} \over dt}}
特に回路の開閉に伴い発生するものは、数A程度の小電流回路の開閉であっても、数マイクロ秒の間に数万Vを超えるほどのものにもなることがあり、その時間変化は衝撃的なものである。このため「インパルス電圧」（impulse voltage）とも呼ばれる。
雷によるものでは、短時間に大きな減衰振動電流が生じ、短時間に大きく変動する電磁界を形成するため、回路に雷電流が直接侵入しなくても、その短時間の大きな磁束変化により、近傍の回路には大きなサージ電圧が誘導される。これが典型的な「誘導雷サージ」である。
問題となるのは、電気機器などの回路の絶縁を破壊するレベルの高電圧とこれに伴う大電流（サージ電流）である。電気機器などの回路を破壊するほどではないが、その動作に不具合を生じるレベルのものは「ノイズ」として区別されている。従って、どの程度までのものを「ノイズ」とし、どの程度以上のものを「サージ」とするかについては、電気機器などによってそれぞれ異なったものとなっている。

## サージ電圧対策
基本となるのは、電流や磁界を急変させて、サージ電圧を発生させないこと、回路のインダクタンスを抑え、サージ電圧を抑制すること、発生するサージ電圧を速やかに抑制し、他に波及させないこと、また、回路のサージ電圧耐力（インパルスや静電気耐力）を上げ、影響を受けにくくすることであり、回路設計の段階からよく考慮する必要がある。